# هواسونگ ۵
هواسونگ ۵ (انگلیسی: Hwasong-5) یک نوع موشک کوتاه برد کره شمالی است که از روی موشک R-17 شوروی ساخته شده است.
در سال ۱۹۸۵ ایران طی قراردادی به ارزش ۵۰۰ میلیون دلار حدود ۹۰ تا ۱۰۰ فروند از این نوع موشک را خرید. همچنین طبق این قرارداد، فناوری ساخت این موشک به ایران داده شد. در ایران این موشک تحت عنوان شهاب ۱ تولید می‌شود.